# Cadiouclanis bianchii
Cadiouclanis bianchii is een vlinder uit de familie pijlstaarten (Sphingidae). De wetenschappelijke naam van deze soort is voor het eerst geldig gepubliceerd in 1883 door Charles Oberthür.
De soort komt voor in het Afrotropisch gebied.